# Illa Martin

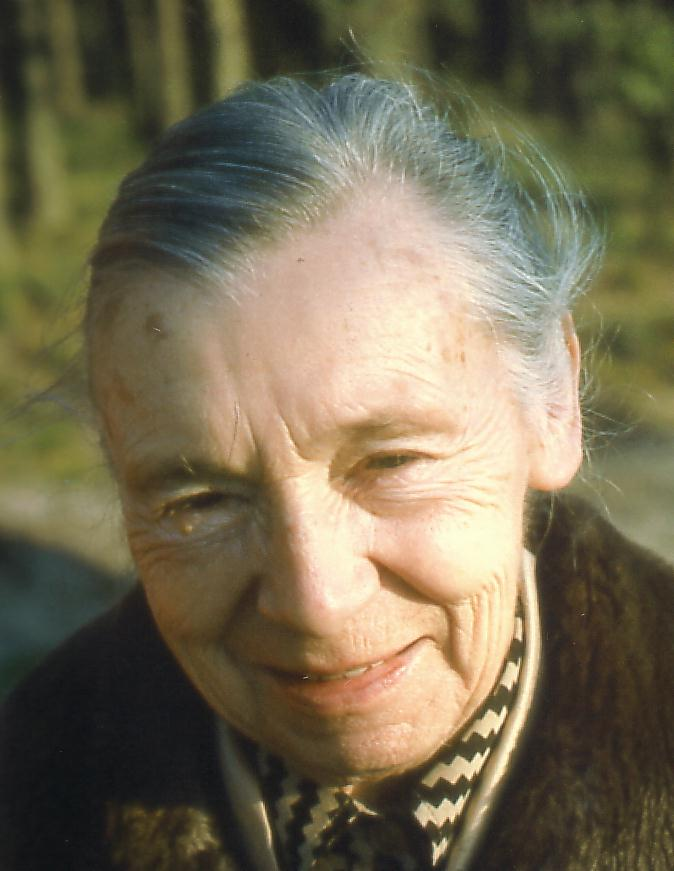
Illa Martin, 1986

Illa Martin, geborene Sybilla Kesselburg (* 25. Februar 1900 in Viersen; † 6. August 1988 ebenda) war eine deutsche Dendrologin, Botanikerin, Naturschützerin und Zahnärztin.

## Leben
Illa Martin war die Tochter eines Viersener Brauereibesitzers. Sie studierte Zahnmedizin in Bonn, Würzburg und Freiburg und heiratete 1935 den Zahnarzt Ernst J. Martin, mit dem sie eine gemeinsame Praxis in Kaldenkirchen eröffnete.
Sie brachte aus ihrem Elternhaus bereits botanische Kenntnisse und Interessen mit. Beide Ehepartner begannen noch während des Zweiten Weltkrieges, ihren dendrologischen Neigungen nachzugehen. Ihr Mann initiierte die Wiederaufforstung des 1947 abgebrannten Kaldenkirchener Grenzwaldes.

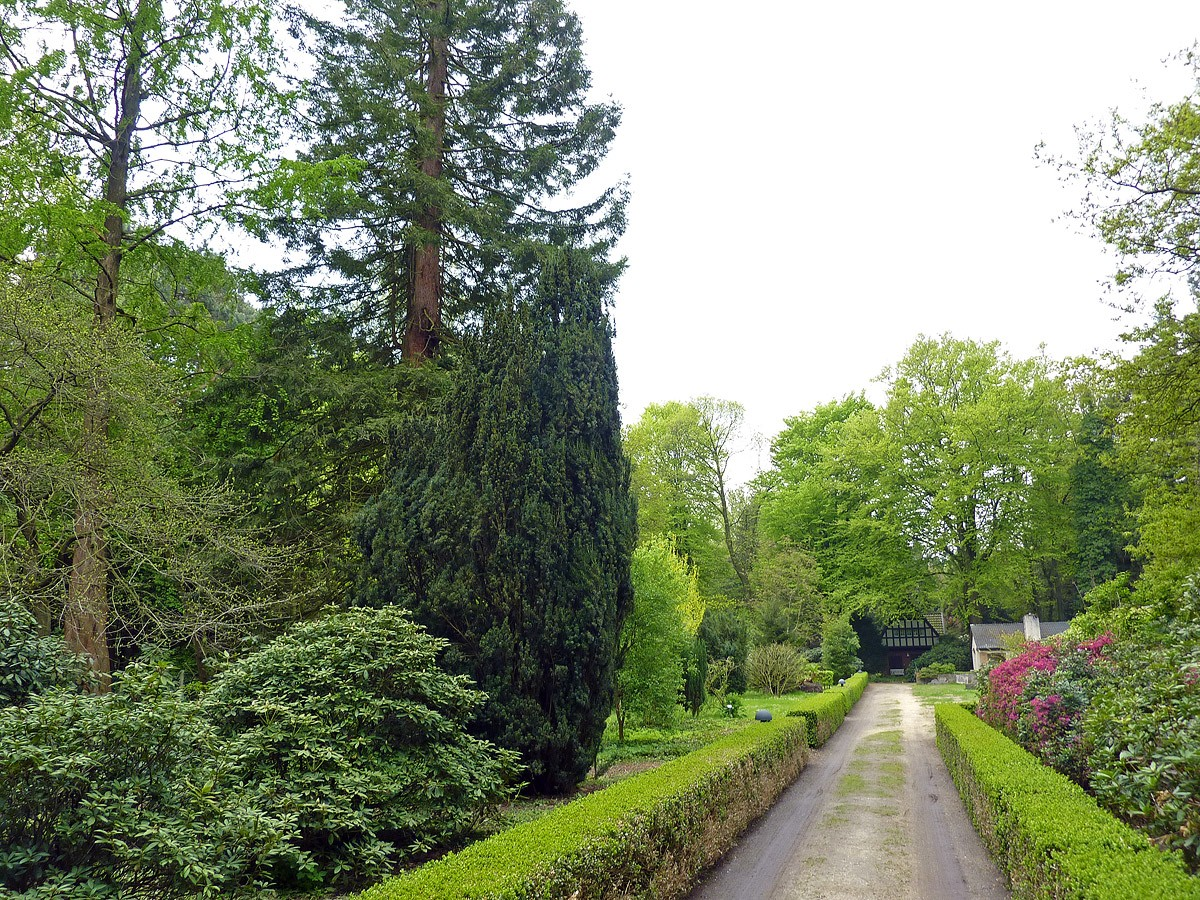
Eingangsbereich der Sequoiafarm

1951 gründete das Ehepaar Martin die Sequoiafarm Kaldenkirchen. Es ließ sich aus den USA Samen vom Riesenmammutbaum (Sequoiadendron giganteum) schicken. Bereits 1953 wurden mit Unterstützung der Deutschen Forschungsgemeinschaft 1500 zweijährige Exemplare des Riesenmammutbaums neben Küstenmammutbäumen (Sequoia sempervirens) und anderen Arten gepflegt. Ein Forschungsziel war, die Möglichkeiten für die Einführung dieser Bäume in die deutsche Forstwirtschaft zu prüfen. Illa Martin bemühte sich, im Bodenbereich der Bäume eine entsprechende vielfältige Flora gedeihen zu lassen, zum Beispiel die amerikanische Haselwurz Asarum caudatum unterhalb der Riesenmammutbäume. Heute ist die Sequoia-Farm ein bekanntes Arboretum mit über 600 Gehölzarten und enthält mit dem 1953 angelegten Sequoia-sempervirens-Hain neben dem Sequoia-sempervirens-Vorkommen im Staatsforst Burgholz einen der ganz wenigen größeren Küstenmammutbaum-Bestände nördlich der Alpen.
Nach dem Tod ihres Mannes (1967) war Illa Martin die wirtschaftliche Weiterführung der Sequoiafarm nicht möglich, weshalb sie das Gelände Ende 1969 mit Gebäuden an die Pädagogische Hochschule Rheinland (heute: Universität zu Köln) veräußerte; inzwischen befindet sich das Gelände im Besitz der Stadtwerke Nettetal. Sie widmete sich nun ganz der dendrologischen Forschung, schrieb drei grundlegende Baum-Monographien und meldete sich in vielen Bereichen des Naturschutzes zu Wort. Sie war Mitglied der Deutschen Dendrologischen Gesellschaft, führte Gehölzkurse auf der Sequoiafarm durch und war viele Jahre lang ständiges Ratsmitglied der International Dendrology Society (London).
Als Botanikerin der niederrheinischen Flora entdeckte Illa Martin das am Niederrhein nur in der Flugsanddünenlandschaft des deutsch-holländischen Grenzbereiches vorkommende Gold-Schlafmoos (Hypnum imponens) in den Brachter Heidemooren, die dann 1986 zum Naturschutzgebiet erklärt wurden. Eine von ihr entdeckte Form der heimischen Walderdbeere mit weißen Früchten wird als Fragaria vesca Illa Martin aufgeführt. Die Stadt Nettetal benannte nach dem Ehepaar Martin 1983 einen Weg im Kaldenkirchener Grenzwald, den „Dr.-Martin-Weg“.
Das Ehepaar hatte zwei Söhne und eine Tochter, den Autor und Liedermacher Erik Martin, den Landschaftsarchitekten Reiner Martin und die Juristin und Sachverständige Helge Breloer.

## Schriften
Von Illa Martin erschienen neben zahlreichen Fachartikeln drei umfangreiche Monographien in den Jahrbüchern Mitteilungen der Deutschen Dendrologischen Gesellschaft:
- Anzucht und Anbau von Nothofagus in Deutschland. In: Band 70. S. 147–166. Ulmer. Stuttgart 1978, ISBN 3-8001-8302-1
- Die Wiedereinführung des Mammutbaumes (Sequoiadendron giganteum) in die deutsche Forstwirtschaft. In: Band 75. S. 57–75. Ulmer. Stuttgart 1984, ISBN 3-8001-8308-0
- Der Küstenmammutbaum (Sequoia sempervirens) und seine Anzucht in Deutschland. In: Band 77. S. 57–104. Ulmer. Stuttgart 1987, ISBN 3-8001-8310-2

## Auszeichnungen
- 1980 Albert-Steeger-Plakette
- 1981 Bundesverdienstkreuz am Bande[6]
- 1981 Jubiläumsmedaille (Horst-Köhler-Gedächtnispreis) der Deutschen Gartenbau-Gesellschaft